# Championnat d'Angleterre féminin de football 2022-2023
 (août 2022).
Si vous disposez d'ouvrages ou d'articles de référence ou si vous connaissez des sites web de qualité traitant du thème abordé ici, merci de compléter l'article en donnant les références utiles à sa vérifiabilité et en les liant à la section « Notes et références ».
Navigation
FA WSL 2021-2022 FA WSL 2023-2024
Le Championnat d'Angleterre féminin de football 2022-2023, en anglais FA WSL 2022-2023 est la treizième saison du Championnat d'Angleterre féminin de football. Chelsea est le tenant du titre. Les trois premières équipes au classement sont qualifiées pour la Ligue des champions. La dernière est reléguée en deuxième division.

## Participants
| \| Arsenal Man. City Aston Villa Everton Chelsea Leicester Liverpool Reading West Ham Brighton Man. Utd Tottenham \| Localisation des clubs engagés dans le championnat. |
| Arsenal Man. City Aston Villa Everton Chelsea Leicester Liverpool Reading West Ham Brighton Man. Utd Tottenham                                                           |

| Club                                               | Localisation         | Stade                | Capacité | Classement 2021-2022 |
| -------------------------------------------------- | -------------------- | -------------------- | -------- | -------------------- |
| Arsenal Women Football Club                        | Borehamwood          | Meadow Park          | 4 502    | 2e                   |
| Aston Villa Women Football Club                    | Walsall              | Bescot Stadium       | 11 000   | 9e                   |
| Brighton & Hove Albion Women & Girls Football Club | Crawley              | Broadfield Stadium   | 6 134    | 7e                   |
| Chelsea Football Club Women                        | Kingston upon Thames | Kingsmeadow          | 4 850    | 1re                  |
| Everton Ladies Football Club                       | Liverpool            | Walton Hall Park     | 2 200    | 10e                  |
| Leicester City Women's Football Club               | Quorn                | Farley Way Stadium   | 1 400    | 11e                  |
| Liverpool Football Club Women                      | Birkenhead           | Prenton Park         | 16 547   | 1er D2               |
| Manchester City Women's Football Club              | Manchester           | Academy Stadium      | 7 000    | 3e                   |
| Manchester United Women Football Club              | Manchester           | Leigh Sports Village | 12 000   | 4e                   |
| Reading Football Club Women                        | Reading              | Madejski Stadium     | 24 161   | 8e                   |
| Tottenham Hotspur Ladies Football Club             | Leyton               | Brisbane Road        | 9 271    | 5e                   |
| West Ham United Women Football Club                | Dagenham             | Victoria Road        | 6 078    | 6e                   |

Légende des couleurs
- Qualifié pour la Ligue des champions 2022-2023
- Promu de Championship 2021-2022

## Compétition

### Classement
Le classement est calculé avec le barème de points suivant : une victoire vaut trois points, le match nul un et la défaite zéro.
| Rang | Équipe                 | Pts | J  | G  | N | P  | Bp | Bc | Diff |
| ---- | ---------------------- | --- | -- | -- | - | -- | -- | -- | ---- |
| 1    | Chelsea T C            | 58  | 22 | 19 | 1 | 2  | 66 | 15 | +51  |
| 2    | Manchester United      | 56  | 22 | 18 | 2 | 2  | 56 | 12 | +44  |
| 3    | Arsenal L              | 47  | 22 | 15 | 2 | 5  | 49 | 16 | +33  |
| 4    | Manchester City        | 47  | 22 | 15 | 2 | 5  | 50 | 25 | +25  |
| 5    | Aston Villa            | 37  | 22 | 11 | 4 | 7  | 47 | 37 | +10  |
| 6    | Everton                | 30  | 22 | 9  | 3 | 10 | 29 | 36 | -7   |
| 7    | Liverpool P            | 23  | 22 | 6  | 5 | 11 | 24 | 39 | -15  |
| 8    | West Ham United        | 21  | 22 | 6  | 3 | 13 | 23 | 44 | -21  |
| 9    | Tottenham Hotspur      | 18  | 22 | 5  | 3 | 14 | 31 | 47 | -16  |
| 10   | Leicester City         | 16  | 22 | 5  | 1 | 16 | 15 | 48 | -33  |
| 11   | Brighton & Hove Albion | 16  | 22 | 4  | 4 | 14 | 26 | 63 | -37  |
| 12   | Reading                | 11  | 22 | 3  | 2 | 17 | 23 | 57 | -34  |

| Légende : | Légende : |
| --------- | --- |
|           | Qualifié pour la phase de groupes de la Ligue des champions 2023-2024 |
|           | Qualifié pour le deuxième tour de qualification de la Ligue des champions 2023-2024 |
|           | Qualifié pour le premier tour de qualification de la Ligue des champions 2023-2024 |
|           | Relégué en Women Championship |
|           | T : Tenant du titre C : Vainqueur de la Coupe d'Angleterre L : Vainqueur de la Coupe de la Ligue Pts points ; G victoires ; N match nuls ; P défaites Bp buts marqués ; Bc buts encaissés ; Diff différence de buts |

### Résultats
| Résultats (▼dom., ►ext.)                                   | ARS | AST | BGT | CHE | EVE | LEI | LIV | MNC | MUN | REA | TOT | WHU |
| Arsenal                                                    |     | 0-2 | 4-0 | 1-1 | 1-0 | 1-0 | 2-0 | 2-1 | 2-3 | 4-0 | 4-0 | 3-1 |
| Aston Villa                                                | 1-4 |     | 1-1 | 0-3 | 0-1 | 5-0 | 3-3 | 4-3 | 2-3 | 3-1 | 2-1 | 1-2 |
| Brighton & Hove Albion                                     | 0-4 | 2-6 |     | 0-2 | 3-2 | 0-1 | 3-3 | 1-2 | 0-4 | 2-1 | 0-8 | 1-0 |
| Chelsea                                                    | 2-0 | 3-1 | 3-1 |     | 7-0 | 6-0 | 0-0 | 2-0 | 1-0 | 3-2 | 3-0 | 3-1 |
| Everton                                                    | 1-4 | 0-2 | 2-1 | 1-3 |     | 1-0 | 1-1 | 1-2 | 0-3 | 3-2 | 2-1 | 3-0 |
| Leicester City                                             | 0-4 | 0-2 | 3-0 | 0-8 | 0-0 |     | 4-0 | 0-2 | 0-1 | 2-1 | 1-2 | 1-2 |
| Liverpool                                                  | 0-2 | 0-1 | 2-1 | 2-1 | 0-3 | 0-1 |     | 2-1 | 0-1 | 2-0 | 2-1 | 2-0 |
| Manchester City                                            | 2-1 | 1-1 | 3-1 | 2-0 | 3-2 | 4-0 | 2-1 |     | 1-1 | 4-1 | 3-1 | 6-2 |
| Manchester United                                          | 1-0 | 5-0 | 4-0 | 1-3 | 0-0 | 5-1 | 6-0 | 2-1 |     | 4-0 | 3-0 | 4-0 |
| Reading                                                    | 0-1 | 0-5 | 2-2 | 0-3 | 2-3 | 2-1 | 3-3 | 0-3 | 0-1 |     | 1-0 | 2-1 |
| Tottenham                                                  | 1-5 | 3-3 | 2-2 | 2-3 | 0-3 | 1-0 | 1-0 | 0-3 | 1-2 | 4-1 |     | 0-2 |
| West Ham United                                            | 0-0 | 1-2 | 4-5 | 0-4 | 1-0 | 1-0 | 0-0 | 0-1 | 0-2 | 3-2 | 2-2 |     |
| - Victoire à domicile - Match nul - Victoire à l'extérieur |     |     |     |     |     |     |     |     |     |     |     |     |

## Statistiques

### Meilleures buteuses
| #  | Joueuse            | Club                        | Buts |
| -- | ------------------ | --------------------------- | ---- |
| 1  | Rachel Daly        | Aston Villa                 | 22   |
| 2  | Khadija Shaw       | Manchester City             | 20   |
| 3  | Bethany England    | Chelsea / Tottenham Hotspur | 14   |
| 4  | Sam Kerr           | Chelsea                     | 12   |
| 5  | Alessia Russo      | Manchester United           | 10   |
| 5  | Leah Galton        | Manchester United           | 10   |
| 7  | Frida Maanum       | Arsenal                     | 9    |
| 7  | Katie Stengel      | Liverpool                   | 9    |
| 7  | Guro Reiten        | Chelsea                     | 9    |
| 10 | Stina Blackstenius | Arsenal                     | 8    |
| 10 | Lucía García       | Manchester United           | 8    |
| 10 | Pernille Harder    | Chelsea                     | 8    |

### Meilleures passeuses
| # | Joueuse        | Club                   | P. d. |
| - | -------------- | ---------------------- | ----- |
| 1 | Guro Reiten    | Chelsea                | 11    |
| 2 | Kirsty Hanson  | Aston Villa            | 9     |
| 2 | Chloe Kelly    | Manchester City        | 9     |
| 4 | Ona Batlle     | Manchester United      | 8     |
| 4 | Kenza Dali     | Aston Villa            | 8     |
| 4 | Ella Toone     | Manchester United      | 8     |
| 4 | Katie Zelem    | Manchester United      | 8     |
| 8 | Khadija Shaw   | Manchester City        | 7     |
| 9 | Rachel Daly    | Aston Villa            | 6     |
| 9 | Caitlin Foord  | Arsenal                | 6     |
| 9 | Lauren Hemp    | Manchester City        | 6     |
| 9 | Katie Robinson | Brighton & Hove Albion | 6     |

### Gardiennes - Clean sheets
| # | Joueuse            | Club              | C. S. |
| - | ------------------ | ----------------- | ----- |
| 1 | Mary Earps         | Manchester United | 14    |
| 2 | Manuela Zinsberger | Arsenal           | 10    |
| 3 | Ann-Katrin Berger  | Chelsea           | 8     |
| 4 | Mackenzie Arnold   | West Ham United   | 5     |
| 4 | Janina Leitzig     | Leicester         | 5     |
| 4 | Hannah Hampton     | Aston Villa       | 5     |
| 4 | Ellie Roebuck      | Manchester City   | 5     |

## Distinctions personnelles

### Joueuses du mois
| Mois      | Joueuse élue | Club              |
| --------- | ------------ | ----------------- |
| Septembre | Rachel Daly  | Aston Villa       |
| Octobre   | Khadija Shaw | Manchester City   |
| Novembre  | Rachel Daly  | Aston Villa       |
| Décembre  | Leah Galton  | Manchester United |
| Janvier   | Gabby George | Everton           |
| Février   | Jordan Nobbs | Aston Villa       |
| Mars      | Khadija Shaw | Manchester City   |
| Avril     | Chloe Kelly  | Manchester City   |

### Entraîneurs du mois
| Mois      | Entraîneur élu          | Club              |
| --------- | ----------------------- | ----------------- |
| Septembre | Carla Ward              | Aston Villa       |
| Octobre   | Marc Skinner            | Manchester United |
| Novembre  | Emma Hayes Denise Reddy | Chelsea           |
| Décembre  | Marc Skinner            | Manchester United |
| Janvier   | Carla Ward              | Aston Villa       |
| Février   | Gareth Taylor           | Manchester City   |
| Mars      | Gareth Taylor           | Manchester City   |
| Avril     | Marc Skinner            | Manchester United |

### Buts du mois
| Mois      | But élu                                  | Club              |
| --------- | ---------------------------------------- | ----------------- |
| Septembre | Ashleigh Neville (contre Leicester City) | Tottenham Hotspur |
| Octobre   | Rachel Rowe (contre Leicester City)      | Reading           |
| Novembre  | Erin Cuthbert (contre Tottenham Hotspur) | Chelsea           |
| Décembre  | Vivianne Miedema (contre Everton)        | Arsenal           |
| Janvier   | Rachel Williams (contre Reading)         | Manchester United |
| Février   | Lauren James (contre Tottenham Hotspur)  | Chelsea           |
| Mars      | Sam Kerr (contre Manchester United)      | Chelsea           |
| Avril     | Katie McCabe (contre Manchester City)    | Arsenal           |

### Récompenses annuelles
| Récompense                                         | Gagnant                               | Club        |
| -------------------------------------------------- | ------------------------------------- | ----------- |
| Joueuse de la saison de FA Women's Super League    | Rachel Daly                           | Aston Villa |
| Entraîneur de la saison de FA Women's Super League | Emma Hayes                            | Chelsea     |
| But de la saison de FA Women's Super League        | Katie McCabe (contre Manchester City) | Arsenal     |
| PFA - Joueuse de la saison                         | Rachel Daly                           | Aston Villa |
| PFA - Jeune de la saison                           | Lauren James                          | Chelsea     |
| FWA - Joueuse de la saison                         | Sam Kerr                              | Chelsea     |

### PFA- Équipe de l'année
| Poste | Joueuse         | Club              |
| ----- | --------------- | ----------------- |
| G     | Mary Earps      | Manchester United |
| D     | Ona Batlle      | Manchester United |
| D     | Maya Le Tissier | Manchester United |
| D     | Alex Greenwood  | Manchester City   |
| D     | Rafaelle Souza  | Arsenal           |
| M     | Guro Reiten     | Chelsea           |
| M     | Frida Maanum    | Arsenal           |
| M     | Yui Hasegawa    | Manchester City   |
| A     | Rachel Daly     | Aston Villa       |
| A     | Khadija Shaw    | Manchester City   |
| A     | Sam Kerr        | Chelsea           |

## Bilan de la saison
| Championnat d'Angleterre féminin de football 2022-2023 |                                                                  |
| Champion                                               | Chelsea Football Club Women                                      |
| Dauphin                                                | Manchester United Women Football Club                            |
| Coupes et trophées                                     |                                                                  |
| Vainqueur de la Coupe d'Angleterre 2022-2023           | Chelsea Football Club Women                                      |
| Vainqueur de la Coupe de la Ligue anglaise 2022-2023   | Arsenal Women Football Club                                      |
| Qualifications continentales                           |                                                                  |
| Ligue des champions féminine de l'UEFA 2023-2024       | Chelsea (phase de groupes)                                       |
| Ligue des champions féminine de l'UEFA 2023-2024       | Manchester United Women Football Club (second tour qualificatif) |
| Ligue des champions féminine de l'UEFA 2023-2024       | Arsenal Women Football Club (premier tour qualificatif)          |
| Promotions et relégations                              |                                                                  |
| Promus en Women Super League                           | Bristol City Women's Football Club                               |
| Relégués en Women Championship                         | Reading Football Club Women                                      |